# おもしろクイズBOX
『おもしろクイズBOX』（おもしろクイズボックス）は、1983年9月12日から1985年6月24日まで日本テレビ系列局で放送されていた日本テレビ製作のクイズ番組である。ロート製薬の一社提供。放送時間は毎週月曜 19:30 - 20:00 （日本標準時）。

## 概要
それまで同時間帯で放送されていた『おもしろ博士クイズ』のリニューアル版で、視聴者参加型から芸能人対抗戦形式に変更するのに合わせて改題した。
初期には毎回4人の芸能人が解答者として出場し、日本各地の様々な話題を使ったクイズに答えていた。中期からは解答者が5人となり、番組マスコットのチンパンジー「大ちゃん」を使った問題を出すようになった。1問目と最終問題はVTRを交えながらの筆記問題で、後者は正解すると2ポイント加算される。前後をCMに挟まれていた番組中盤の「情報BOX」では計4問が出題され、司会者は一人ずつ答えを聞いていく（解答者は口答する）方式で行われていた。そして最終的に一番高得点だった解答者が優勝、優勝者は「BUNCHIN BOX」と「MISUZU BOX」の2つの箱から1つ選び、その中身が賞品となる（どちらかの賞品が豪華）。
司会は桂文珍が務めていた。アシスタントは、当初は美里美寿々（後の田丸美寿々）が務めていたが、美里はアメリカ留学のため、1985年3月をもって降板。以後は最終回まで白石まるみがアシスタントを務めていた。なおこれ以後は、司会メンバーの紹介時に文珍と白石それぞれの名前を組み合わせた「まる珍コンビ」と紹介されることが常となった。
前番組と同様に、IVSテレビ制作が制作協力をしていた。またNTV映像センターも加わっていた。

## おもな解答者
- 中村泰士（作曲家）
- 栗本慎一郎
- 北方謙三
- 木内みどり
- 斉藤慶子
- 大沢逸美
- ほか

## 備考
番組は、立方体の上底に「おもしろ」、左側面に「クイズ」、右側面に「BOX」と描かれたタイトルロゴを用いていたが、オープニングキャッチにおいては「おもしろ」「クイズ」「BOX」の文字を横並びにしたロゴを用いていた。
1983年10月17日放送の「白黒テレビのブラウン管に磁石をつけるとどうなるか」という問題で、視聴者が家庭のカラーテレビで実験して画面が乱れたため、苦情が殺到した。
1984年1月3日（火曜） 16:00 - 16:40 と 1985年1月3日（木曜） 15:15 - 16:00 には放送時間を拡大した『お正月スペシャル』を放送。『新春アイドル大会』では松本伊代、美保純、三東ルシア、日高のり子、大原麗子、川島なお美、鳥越マリらが出演。『新春美女大会』では早見優、安田成美、伊藤麻衣子、三田寛子、石川ひとみらが出演。同特番も40分間（1984年）ないし45分間（1985年）通してロート製薬の一社提供だった。製薬会社提供の番組は、レギュラー番組に関しては製薬会社同士の紳士協定によって、放送時間が30分を超えるテレビ番組を単独提供することはできないが、単発番組だけは特例となっていた。

## スタッフ
- 構成：章田宙谷
- 音楽：佐藤允彦
- コーラス：ITS
- 問題作成：豊村剛、武豊、あべあきら / 内田英一、浜田弘、川島徳一
- 取材：石井徹也、高橋正秀
- 制作スタッフ：湯浅健二、久保田隆、梁取正彦、山内薫、渡辺孝
- 制作進行：後藤康典
- 美術：沓沢昌弘、羽谷重信
- 技術：小野孝次（八峯テレビ技術）
- 音効：伊藤博
- TK：毛利弘子
- ディレクター：長尾忠彦、松田宏治（IVSテレビ制作）
- プロデューサー：辻澄子（日本テレビ）、高瀬康三（IVSテレビ）
- 制作：一丸周也（NTV映像センター）
- 制作協力：NTV映像センター、IVSテレビ制作
- 製作：日本テレビ